# Grant (hrabstwo Dunn)
Grant – miasto w Stanach Zjednoczonych, w stanie Wisconsin, w hrabstwie Dunn.